# Cratere Valadon
Valadon  è un cratere sulla superficie di Venere. Deve il proprio nome alla pittrice e circense francese Suzanne Valadon.